# モスクワ大環状道路

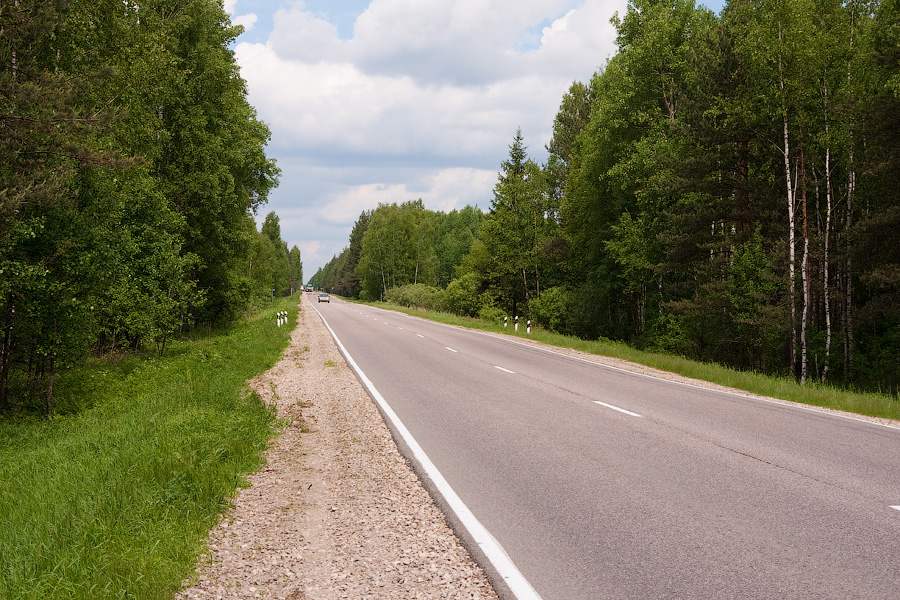
モスクワ大環状道路（ヴラジーミル州で）

モスクワ大環状道路（モスクワだいかんじょうどうろ、ロシア語: Московское большое кольцо、略称：МБК＝エムベーカー）は、ロシアの首都・モスクワの一番外側にある環状道路である。

## 概要
モスクワ大環状道路はロシアの首都・モスクワのサドーヴォエ環状道路、モスクワ環状道路などの環状道路の一番外側にあるもので、総延長は546kmで、ロシア連邦道路A108である。愛称は「大コンクリートくん」（ボルシャヤ・ベトンカ）。
この道路のすぐ内側には「モスクワ小環状道路」がすでにあり、モスクワ中央環状道路（Central Ring Road）も2018 FIFAワールドカップ（モスクワ）に一部開通するように計画されている。 
モスクワ大環状道路はモスクワ市をぐるっと大きくモスクワ州、カルーガ州、ヴラジーミル州を通って取り囲んでおり、通過する近郊都市としてはオレホヴォ＝ズエヴォ、リキノー=ドゥリョーボ、クローフスコエ、ヴォスクレセンスク、バラバーノボ、ルーザ、クリーン、ドミトロフなどとなる。